# رودي أساور
رودولف «رودي» أساور (بالألمانية: Rudi Assauer)‏ مواليد 30 أبريل 1944 في زولتسباخ (سارلاند)، ألمانيا 
لاعب كرة قدم ألماني سابق لعب مابين 1964 و1976  لبوروسيا دورتموند وفيردر بريمن، بمجموع 307 مباراة في الدوري الألماني. وعمل كمدرب لبريمن عام 1980 ثم انتقل لشالكه 04 عام 1981.

## روابط خارجية
- رودي أساور على موقع IMDb (الإنجليزية)
- رودي أساور على موقع ألو سيني (الفرنسية)
- رودي أساور على موقع ميوزك برينز (الإنجليزية)
- رودي أساور على موقع قاعدة بيانات الفيلم (الإنجليزية)
- رودي أساور على موقع كينوبويسك (الروسية)
- رودي أساور على موقع قاعدة بيانات كرة القدم.إي يو (الإنجليزية)
- رودي أساور على موقع بيانات كرة القدم. دي إي (الألمانية)
- رودي أساور على موقع عالم كرة القدم.نت (الإنجليزية)